# Bordères-Louron

Bordères-Louron este o comună în departamentul Hautes-Pyrénées din sudul Franței. În 2009 avea o populație de 157 de locuitori.

## Geografie
Acest oraș este situat în Bigorre, în Pays d'Aure, pe Neste du Louron, în valea Louron, la 42 km sud-est de Bagnères-de-Bigorre.

## Toponimie
Informațiile principale sunt furnizate de Michel Grosclaude și de dicționarul toponimic al comunelor din Hautes-Pyrénées, Jean-François Le Nail, care relatează denominațiunile istorice ale satului.

## Istoric
Municipalitatea actuală rezultă din fuziunea în 1972 a municipalităților Borderes-Louron și Ilhan, aceasta din urmă nu numără destui locuitori pentru a rămâne autonomă.

## Evoluția populației
Evoluția numărului de locuitori este cunoscută prin recensămintele populației desfășurate în comuna din 1793. Din 2006, populațiile legale ale comunelor sunt publicate anual de INSEE. Recensământul se bazează acum pe o colecție anuală de informații, care acoperă succesiv toate teritoriile municipale pe o perioadă de cinci ani. Pentru municipalitățile cu mai puțin de 10.000 de locuitori, se efectuează un sondaj de recensământ al întregii populații la fiecare cinci ani, populațiile legale ale anilor intermediari fiind estimate prin interpolare sau extrapolare. Pentru municipalitate, primul recensământ cuprinzător în cadrul noului sistem a fost efectuat în 2008.
În 2015, municipalitatea avea 176 de locuitori, o creștere de 11,39% față de 2010 (Hautes-Pyrénées: -0,38%, Franța, cu excepția Mayotte: + 2,44%).
| An        | 1975 | 1982 | 1990 | 1999 | 2006 | 2009 |
| --------- | ---- | ---- | ---- | ---- | ---- | ---- |
| Populație | 132  | 132  | 115  | 148  | 151  | 157  |